# Józef Łępkowski
Józef Egon Adalfred Gabriel Łępkowski (ur. 7 listopada 1888 w Przemyślu , zm. ?) – major piechoty Wojska Polskiego.

## Życiorys
W ewidencji c. i k. Armii figurował jako „Josef Ritter von Łępkowski”. W latach 1912–1913 wziął udział w mobilizacji sił zbrojnych Monarchii Austro-Węgierskiej, wprowadzonej w związku z wojną na Bałkanach. Jego oddziałem macierzystym był Galicyjski Pułk Piechoty Nr 56 z Krakowa. Na stopień kapitana został mianowany ze starszeństwem z 1 sierpnia 1917 roku w korpusie oficerów piechoty.
19 lutego 1919 roku został formalnie przyjęty z dniem 1 listopada 1918 roku do Wojska Polskiego z byłej armii austro-węgierskiej z zatwierdzeniem posiadanego stopnia kapitana ze starszeństwem od dnia 1 sierpnia 1917 roku, i przydzielony służbowo do „Dow [ództwa] Powiat [owego] Dow [ództwo] Uzup [ełnień] w Nowym Sączu”. 27 grudnia 1918 roku został wyznaczony na stanowisko zastępcy komendanta XVIII Powiatowej Komendy Uzupełnień w Nowym Targu, którą 21 stycznia 1919 roku minister spraw wojskowych przemianował na Powiatową Komendę Uzupełnień w Nowym Sączu z zachowaniem dotychczasowego okręgu i z siedzibą w Nowym Sączu. W 1923 roku pełnił obowiązki dowódcy batalionu sztabowego 1 Pułku Strzelców Podhalańskich. W następnym roku był kwatermistrzem tego pułku, a w 1925 roku dowódcą III batalionu. W 1927 roku został przeniesiony służbowo do Powiatowej Komendy Uzupełnień Sosnowiec, w celu odbycia praktyki poborowej. W lipcu tego roku został przydzielony do PKU Sambor na stanowisko komendanta. W lutym 1929 roku został zwolniony z zajmowanego stanowiska i oddany do dyspozycji dowódcy Okręgu Korpusu Nr X. W 1934 roku pozostawał w ewidencji PKU Dębica. Posiadał przydział do Oficerskiej Kadry Okręgowej Nr V. Był wówczas „przewidziany do użycia w czasie wojny”.
W czasie II wojny światowej był więźniem obozu koncentracyjnego Auschwitz od 28 stycznia 1943, a od 12 czerwca 1943 roku więźniem obozu koncentracyjnego Mauthausen, gdzie został wyzwolony.

## Ordery i odznaczenia
- Signum Laudis Brązowy Medal Zasługi Wojskowej z mieczami na wstążce Krzyża Zasługi Wojskowej[16]
- Krzyż Wojskowy Karola[16]
- Krzyż Jubileuszowy Wojskowy[16]
- Krzyż Pamiątkowy Mobilizacji 1912–1913[16]